# 天正最上之亂
天正最上之亂（羅馬字：Tenshōmogaminoran）是在天正2年（1574年）（一說是天正元年（1573年））出羽國的戰國大名最上氏的內亂。最上氏當主最上義光和已經隱居的父親最上義守之間的鬥爭。

## 背景
元龜元年（1570年），最上氏當主義守和嫡男義光父子之間產生鬥爭。義守的女兒義姬的丈夫伊達輝宗靠近義守方，在以山形盆地為中心的地域中出現小規模競爭。這次鬥爭在5月由重臣氏家定直説服雙方而和解，8月義光繼任家督並成為山形城城主，翌年義守出家並改稱「榮林」。
但是繼承家督的義光向周邊的國人和豪族展示出強硬的姿勢，對此反擊的國人和豪族們向已經隱居的義守請求把義光趕走，父子再度對立。天正2年（1574年）1月，義守送出向伊達輝宗請求援軍的書狀，輝宗在10日後派遣軍隊進入最上領内，伊達・最上義守對最上義光的戰鬥開始，這就是天正最上之亂。

## 經過
1月25日，伊達家臣小梁川盛宗攻向上山城，上山滿兼向伊達方降伏。1月29日，伊達軍進攻寒河江城城主寒河江兼廣。此時最上的一門天童賴貞和藏增賴真、姻戚‧谷地城城主白鳥長久和寒河江氏一族的白岩氏、溝延氏、左澤氏亦與伊達勢同一步調，2月2日寒河江兼廣降伏（一説是寒河江氏最初都是義守方，因為伊達方攻來而被不可避免地捲入鬥爭中）。
這時因為最上氏周邊的豪族幾乎都投向義守方，義光嘗試締結和議，但是沒有成功。當初在兵力上有利的義守方是優勢的一方，但是義光方巧妙地應戰而恢復勢力。見到形勢已經傾向義光方勝利的白鳥長久提議和談。9月10日，對義光方有利的和議成立。
結果是最上氏從伊達氏下完全獨立，而且最上領内回復安定。還有在這次亂事中屬於義守方的最上八楯、白鳥長久、寒河江氏、大寶寺氏等在後來再度與義光敵對而被消滅。

## 主要參戰武將
- 義光方
  - 最上義光
  - 楯岡光直
  - 大崎義隆
  - 寒河江兼廣（寒河江城城主）
- 義守方
  - 最上義守
  - 伊達輝宗
  - 大寶寺義氏
  - 白鳥長久（谷地城城主）
  - 上山滿兼（上山城城主）
  - 細川直元（小國城城主）
  - 最上八楯
    - 天童賴貞（天童城城主）
    - 延澤滿延（野邊澤城城主）
    - 長瀞守兼
    - 六田氏

## 起因
從來天正最上之亂的原因和經過是以以下的事件來説明。
那就是最上義守不喜歡向來強勢的義光，而偏愛溫和的次男中野義時，但是把義光廢嫡以及把家督之位讓予義時的事都沒有結果，後來對沒有成為山形城城主而耿耿於懷的義時就以父親的名號舉兵。義光攻陷義時的居城中野城並讓其切腹，義時的兒子備中丸則逃往仙台。
但是由於中野義時的名字在一級史料中完全找不到，在今日的研究中都否定有義時這個人存在。而且因為義時不存在，天正最上之亂本身的存在亦受到質疑。

## 外部連結
- 中野義時は実在したか？ （页面存档备份，存于）